# Rudnica (Tutin)
Pour les articles homonymes, voir Rudnica.
Rudnica (en serbe cyrillique : Рудница) est un village de Serbie situé dans la municipalité de Tutin, district de Raška. Au recensement de 2011, il comptait 73 habitants.

## Démographie
| 1948 | 1953 | 1961 | 1971 | 1981 | 1991 | 2002 | 2011 |
| ---- | ---- | ---- | ---- | ---- | ---- | ---- | ---- |
| 108  | 125  | 154  | 116  | 121  | 100  | 74   | 73   |

|  |